# Žirovski Vrh Svetega Urbana
Žirovski Vrh Svetega Urbana este o localitate din comuna Gorenja vas - Poljane, Slovenia, cu o populație de 123 de locuitori.